# هویک پاراویان
هویک هایکازی پاراویان (ارمنی: Հովիկ Հայկազի Պառավյան؛ زادهٔ ۲۳ مارس ۱۹۵۶) یک سیاستمدار اهل ارمنستان است که از تاریخ ۱۹۹0 تا تاریخ ۱۹۹۹ سمت نمایندگی دوره‌های اول شورای عالی جمهوری ارمنستان و اول مجلس ملی جمهوری ارمنستان را برعهده داشت.

## زندگی‌نامه
در ۲۳ مارس ۱۹۵۶ در گیولاگاراک به دنیا آمد و از دانشگاه ملی پلی‌تکنیک ارمنستان فارغ‌التحصیل شد. 